# Ай-Артян, Арташес Татевосович
Арташес Татевосович Ай-Артян (настоящая фамилия — Арутюнян) (арм. Արտաշես Թադևոսի Հայ-Արտյան (Հարությունյան)) (27 октября 1899, село Нахичевань Карской губернии, Российская империя — 13 апреля 1978, Ереван, Армянская ССР, СССР) — советский и армянский кинорежиссёр и сценарист, Народный артист Армянской ССР (1966).

## Биография
Родился 27 октября 1899 года в селе Нахичевань Карской губернии. В середине 1910-х годов работал батраком, в 1920 году был мобилизован в армию в связи с началом Гражданской войны в РСФСР, после демобилизации в 1922 году учился в Армянской драматической студии, в том же году поступил на актёрский факультет ВГИКа, который он окончил в 1927 году. Одного диплома ему показалось мало, поэтому он в том же году поступил на режиссёрский факультет там же, который он окончил в 1932 году. Сниматься в кино начал с 1923 года. С 1922-1935 гг. — жил в Москве, был актёром, ассистентом режиссёра, режиссёром Первой фабрики Госкино, «Союзкино» (ныне «Мосфильм»). С 1935 года работал на киностудии Арменкино («Арменфильм»). Всего в кинематографе принял участие в 13 работах.
Скончался 13 апреля 1978 года в Ереване.

### Семья
- жена - Цатурян Дора Оганесовна (), актриса, снималась в том числе в фильмах Арташеса Ай-Артяна .
- дочь - Ай-Артян Майя Арташесовна (1939-2020), литературный переводчик, редактор и публицист.[1].
- внучка - Ай-Артян Нина Робертовна, российский фотограф, художник, фотомодель [2]

## Фильмография

### Актёр
- 1926 — Предатель — Борис, матрос-большевик
- 1926 — Бухта смерти — Саим

### Режиссёр
- 1930 — Будьте такими
- 1932 — Пётр Иванович (Петька-организатор)
- 1932 — Я не маленький
- 1935 — Пастушонок (короткометражный)
- 1937 — Каро + сценарист
- 1939 — Люди нашего колхоза
- 1940 — Урок советского языка (короткометражный)
- 1945 — Собор армянской церкви в Эчмиадзине (документальный)
- 1956 — Из-за чести
- 1961 — Северная радуга
- 1966 — Охотник из Лалвара + сценарист

## Награды
- заслуженный деятель искусств Армянской ССР (1956)
- народный артист Армянской ССР (1966)
- орден Трудового Красного Знамени (27.06.1956)